# Тома Върбанов
Тома Върбанов Върба̀нов е български художник - живописец и стенописец,  професор в Националната художествена академия в София.

## Биография
Роден е на 19 октомври 1943 г. в Пловдив. През 1962г. завършва Художествената Гимназия в София. През 1969г. се дипломира в специалност " Декоративно-монументална живопис" в Националната Художествената Академия  при проф. Георги Богданов. 1969 /1970 г. е на 6 месечна специализация в академия „Гран Шомиер“, Париж при проф. Ив Брайер (президент на Есенния Салон ). 
От 1970 г. до 2012г. - преподава рисуване, живопис и  стенопис в Националната художествена Академия. През 1977 г. е избран за доцент, а от 1985 г. е професор в НХА. . На 13 декември 1988 г. е избран изненадващо за кандидат- член на БКП и остава на този пост само няколко месеца до събитията на 10.11.1989 .
Тома Върбанов работи във  всички  жанрове на  живописта - портрет, пейзаж, фигурална композиция. В сферата на  графичната  рисунка е разпознаваем  със специфичните си  авторски техники, а като стенописец  има  многобройни  проекти и реализации  в техниките : мозайка, секо  и  сграфито.
Творби на проф. Тома Върбанов са притежание на Националната Художествена Галерия, Софийска градска художествена галерия, Българска академия на науките, Национална библиотека „Св. Св. Кирил и Методий“, Софийски университет „Св. Климент Охридски“, Българска Народна Банка , Технически университет – София, както и на  почти всички градски  художествени галерии в страната. Негови живописни творби са притежание на  частни  колекции  тук, както и на галерии и частни колекции в Гърция, Полша, Румъния, Русия, Италия, Франция, Германия, Швеция, Норвегия, САЩ и Япония. 

## Творчество
Част от стенописните творби, които проф. Тома Върбанов е реализирал са :
-  Порт Бургас, фасада – сграфито  
-  Културен дом - Белоградчик,фасада – сграфито
-  Фасадно сграфито - гр. Луковит  
-  Фасада - гр. Монтана, център  – мозайка
-  Външен ринг в Паметник „ Бузлуджа“ - мозайка
-  Фасадно сграфито  - с.Витановци
-  Административна сграда - с. Хаджидимово - мозайка
-  Физически факултет на Софийски университет (1989). фоайе  - мозайки
-   Храм „Св. Йоан Кръстител“ в манастира на с. Градешница, Врачанско -  цялостна зография - секо
-   Храм „ Успение Богородично“ - к.к.Пампорово – секо